# NGC 5003
NGC 5003 is een spiraalvormig sterrenstelsel in het sterrenbeeld Jachthonden. Het hemelobject werd op 9 april 1787 ontdekt door de Duits-Britse astronoom William Herschel.

## Synoniemen
- UGC 8228
- MCG 7-27-33
- ZWG 217.13
- PGC 45559